# Jean Chezeau

a Compétitions nationales et continentales officielles uniquement.

Dernière mise à jour le 26 septembre 2023.
Jean Chezeau, né le 7 avril 2001, est un joueur français de rugby à XV évoluant au poste de demi d'ouverture. Il joue avec le RC Suresnes.

## Biographie
Il débute le rugby très tôt au Paris université club, jusqu'en 2013, avant de rejoindre le Rugby Club Massy Essonne où il sera très remarqué tant pour la précision de son jeu au pied que pour ses qualités défensives. Durant ses années à Massy, il est notamment champion de France de rugby à sept en cadet en compagnie des futurs internationaux Alexandre Tchaptchet et Joachim Trouabal.
En 2018, il quitte le RC Massy pour le Racing 92. Il participe au Supersevens 2020 où le Racing devient champion de France. Il participe également l'année suivante à la Saison 2021 du Supersevens.
Par la suite, il est prêté au Rugby club vannetais pour la saison 2022-2023,. Son contrat n'étant pas renouvelé à la fin de la saison, il signe au Rugby Club Suresnes Hauts-de-Seine en Nationale. 